# Tiểu tổ Cách mạng Văn hóa Trung ương
Tiểu tổ Cách mạng Văn hóa Trung ương (tiếng Trung: 中央文化革命小组; bính âm: Zhōngyāng Wénhuà Gémìng Xiǎozǔ), ngắn gọn là Tiểu tổ Văn cách Trung ương (tiếng Trung: 中央文革小组; bính âm: Zhōngyāng Wéngé Xiǎozǔ), là một tổ chức được thành lập vào tháng 5 năm 1966 nhằm thay thế Ban Bí thư Trung ương Đảng Cộng sản Trung Quốc và "Ngũ nhân tiểu tổ", ban đầu nằm dưới quyền Ban Thường vụ Bộ Chính trị Đảng Cộng sản Trung Quốc. Tiểu tổ bao gồm nhiều nhân vật có tư tưởng cực tả ủng hộ Mao Trạch Đông; bao gồm Trần Bách Đạt, Giang Thanh, Khang Sinh, Diêu Văn Nguyên, Trương Xuân Kiều, Vương Lực và Tạ Phú Trị. Tổ chức này giữ vai trò trung tâm trong những năm đầu của Cách mạng Văn hóa, thậm chí từng thay thế Ban Thương vụ Bộ Chính trị trong một thời gian và trở thành cơ quan quyền lực nhất trên thực tế.